# بهنام زيا بولص
بهنام زيا بولص مواليد عام 1944م مهندس مدني بغدادي المولد شغل منصب وزير النقل في الحكومة المؤقتة التي عينا مجلس الحكم العراقي في شهر أيلول من عام 2003م وهو عضو ممثل للأقلية المسيحية الآشورية في العراق.